# Clausocalanus paululus
Clausocalanus paululus är en kräftdjursart som beskrevs av Farran 1926. Clausocalanus paululus ingår i släktet Clausocalanus och familjen Clausocalanidae. Inga underarter finns listade i Catalogue of Life.